# Linjak
Linjak, linj ili linis (lat. Tinca tinca), je riba iz porodice šarana. Naseljava naše kao i vode skoro cijele Evrope, a prenijet je i u Sjevernu Ameriku, Sardiniju, Australiju i Novi Zeland. Linjak normalno naseljava slatkovoden habitate sa sporim protokom vode, posebno jezera i nizijske tokove reka.  Pošto voli topliju vodu sjeverni dijelovi Skandinavije i bivšeg Sovjetskog Saveza mu i nisu baš privlačni. Po ovome se čini da ga ima dosta u našim vodama ali je prava slika nešto drugačija.

## Taksonomija
Linjak je ranije bio klasifikovan u potporodicu Leuciscinae sa drugim evroazijskim gavicama, ali novije filogenetske studije su potvrdile da pripada sopstvenoj porodici Tincidae.

## Ekologija
Najčešće se linjak nalazi u mirnim vodama sa glinenom ili blatnom podlogom i obilnom vegetacijom. Ova vrsta je retka u čistim vodama preko kamenite podloge, i potpuno je odsutna iz brzih tokova. Toleriše vodu sa niskom koncentracijom kiseonika, te se nalazi u vodama gde čak ni šaran ne može da preživi.
Linjak se uglavnom noću hrani, sa preferencijom za životinje, kao što su biljni komarci, na dnu eutrofnih voda, puževi i školjke reda Pisidium u vodama sa bujnom vegetacijom.

## Nalaženje
Linjak je nalik na većinu šaranskih riba, a i član je te najbrojnije familije. Kao jedini predstavnik istoimenog roda, zastupljenog u celoj Evropi, pronašao je zavidno mjesto i na trpezi. Tijelo mu je relativno zdepasto i izduženo, pokriveno gustim slojem sluzi, pa kažu da je "mastan" kao som. Sa njim ima još jednu sličnost, a to su brkovi, ali samo jedan par. Sva peraja su obla, s tim da su veća i deblja kod mužjaka i predstavljaju karakter za raspoznavanje polova. Na prvi pogled se čini da uopšte nema krljušti, ali one su sitne i duboko usađene u kožne nabore. Iako je nezahvalan za čišćenje, to će te najlakše obaviti uz pomoć dudove kore, ili uz malo sirćeta u vodi. Usta su mu terminalna, na gore usječena, što je u vezi sa načinom ishrane. Međutim, ono po čemu se odmah razlikuje od drugih riba je njegova boja "močvarno" zelena (tamna) osnova sa zlatnim sjajem na bokovima i žućkasta na trbuhu, čine ga prepoznatljivim. Boja je u direktnoj zavisnosti od sredine u kojoj živi, te su i variranja velika.
Linjak je (globalno) stanovnik stajaćih i sporotekućih voda: bara, jezera, nižih dijelova rijeke, mrtvaja, rukavaca,... Posebno voli blato i glinovitu podlogu sa gustom vegetacijom. Može da preživi u vodama u kojima skoro nema kiseonika ili neko vreme da živi izvan nje, da podnese visoke ljetnje i niske zimske temperature i da se zakopava u mulj. Sve ovo čini linjaka neosetljivim na fizičke vode, pa zato i može da nastani male, zarasle bazene u kojima bi mnoge druge ribe uginule.

## Razmnožavanje
Mrijesti se u plitkim vodama, u kasno proljeće i rano ljeto (od maja do avgusta). Sitnu i ljepljivu ikru odlaze na plitka mjesta, vodene biljke i samo dno, pri temperaturi od 20 °C. Mala zelena jaja izlegu se za šest do osam dana u larve, koje poseduju ljepljivu žlijezdu kojom se prilijepe za listove biljaka i tako ostaju još nekoliko dana. Kada apsorbuju žumance jajeta počinju aktivno da se hrane zooplanktonom, planktonskim larvama rakova i insekata, crvima i drugim sićušnim životinjama koje čine faunu dna. Intenzivno se hrani samo ljeti, a pri temperaturi od 4 °C prestaje da se hrani. Tada se zakopava i prelazi u zimski san, kao i druge šaranske vrste. Pri naglom zagrijavanju vode, fiziološke funkcije organizma bivaju mu poremećene. U tim slučajevima prekida sa hranjenjem, leže na dno i miruje, u vidu ljetnjeg sna. Polnu zrelost dostiže u trećoj ili četvrtoj godini života, pri dužini od 20 cm. Iako mužjaci sazrijevaju ranije od ženki, brzina rasta je u korist ženki. Maksimalna dužina je 70 cm i težina 8 kg. Krupniji primjerci su uobičajeni samo za ribnjake, dok se u ostalim vodama kapitalcima smatraju i primjerci od 2kg. Veoma je cijenjen u ishrani, jer ima bijelo, sočno i ukusno meso i uzgaja se kao dodatni prinos u šaranskim ribnjacima. Zbog kvalitetnog mesa cijene ga i sportski ribolovci naročito u Zapadnoj Evropi.

Najbolje se lovi na larve komarca.

## Budućnost opstanka
Pored velike plodnosti, 300.000 do 400.000 komada ikre, sa životnim vijekom od 10 godina, prirodna reprodukcija je smanjena i odvija se samo pod odgovarajućim uslovima. Iako se smanjenje brojnosti populacije ne uočava zahvaljujući intenzivnom uzgoju u ribnjacima, veliki problem je nestajanje plavnih, močvarnih područja koja inače čine prirodna plodišta i pogodna mjesta za mrijest svih riba. U Centralnoj Evropi je zbog komercijalnih razloga veličina ulova ograničena uz zatvorene sezone za ribolov, a uzgoj, kojim se bave ribolovni klubovi, doprinosi njegovoj sadašnjoj distribuciji i brojnosti. Zaštita linjaka, kao i drugih riba, vezana je za zaštitu nižih dijelova reka, proširivanja obalske vegetacije i povezivanje rukavaca sa glavnim tokom. Kod nas je planom i programom predviđena njegova reintrodukcija, ponovno unošenje u vodene ekosisteme, i to prvenstveno na zaštićenim prirodnim dobrima. Na taj način može se pomoći ovoj vrsti da bude manje ugrožena i zavisna od veštačkog uzgoja.

## Literatura
- Richard van der Laan; William N. Eschmeyer; Ronald Fricke (2014). „Family-group names of Recent fishes”. Zootaxa. 3882 (2): 001—230.
- J. S. Nelson; T. C. Grande; M. V. H. Wilson (2016). Fishes of the World (5th изд.). Wiley. стр. 181—186. ISBN 978-1-118-34233-6. Архивирано из оригинала 08. 04. 2019. г. Приступљено 21. 05. 2023.
- Doru, BĂNĂDUC (2019). „HABITAT CHANGES IMPACT ON FISH FAUNA ‒ SCOREI DAM LAKE STUDY CASE (OLT RIVER, DANUBE BASIN)”. 12 (1): 63.
- Eschmeyer, W. N.; R. Fricke & R. van der Laan (ур.). „{{{1}}} species.”. Catalog of Fishes. California Academy of Sciences. Приступљено 27. 11. 2020.
- Eschmeyer, W. N.; R. Fricke & R. van der Laan (ур.). „{{{1}}} species.”. Catalog of Fishes. California Academy of Sciences. Приступљено 27. 11. 2020.
- Froese, Rainer; Pauly, Daniel; ур. (2015). "Cyprinidae" на Фиш бејсу. [верзија на датум: July 2015]
- Eschmeyer, W.N.; Fong, J.D. (2015). „Species by family/subfamily”. Catalog of Fishes. California Academy of Science. Приступљено 2. 7. 2015.
- „Fishbase-Catlocarpio-siamensis”.
- Nelson, Joseph (2006). Fishes of the World. Chichester: John Wiley & Sons. ISBN 0-471-25031-7.
- Morgado-Santos, Miguel; Carona, Sara; Vicente, Luís; Collares-Pereira, Maria João (2017). „First empirical evidence of naturally occurring androgenesis in vertebrates”. Royal Society Open Science. 4 (5): 170200. Bibcode:2017RSOS....470200M. PMC 5451830 . PMID 28573029. doi:10.1098/rsos.170200 .
- MacMahon, Alexander Francis Magri (1946). Fishlore: British Freshwater Fishes. Pelican Books. 161. Penguin Books. стр. 149—152.
- Gulf States Marine Fisheries Commission (3. 8. 2005). „Cyprinus carpio (Linnaeus, 1758)”. Архивирано из оригинала 18. 8. 2007. г. Приступљено 3. 5. 2007.
- Florida Fish and Wildlife Conservation Commission (2006). „Exotic Freshwater Fishes”. Архивирано из оригинала 8. 2. 2007. г. Приступљено 5. 3. 2007.
- Peterson, Douglas; Pearson, James; Simpson, William (2022-05-30). „Effects of common carp on water quality and submerged vegetation: results from a short-term mesocosm experiment in an artificial wetland”. Marine and Freshwater Research. 73 (7): 973—994. Bibcode:2022MFRes..73..973P. ISSN 1323-1650. doi:10.1071/mf22008 .
- Mankad, Aditi; Zhang, Airong; Carter, Lucy; Curnock, Matthew (март 2022). „A path analysis of carp biocontrol: effect of attitudes, norms, and emotion on acceptance”. Biological Invasions (на језику: енглески). 24 (3): 709—723. Bibcode:2022BiInv..24..709M. ISSN 1387-3547. doi:10.1007/s10530-021-02679-1.
- Kilvert, Nick; Thomas, Kerrin (1. 5. 2016). „Herpes virus to be used in fight against carp in Murray River, Christopher Pyne says”. ABC News. Australian Broadcasting Corporation. Архивирано из оригинала 5. 5. 2016. г.
- „Carp herpesvirus”. Managing Water Ecosystems - CSIRO. 2018-04-26. Приступљено 2020-11-09.
- Mintram, Kate S.; Oosterhout, Cock; Lighten, Jackie (2020-10-14).  Knutie, Sarah, ур. „Genetic variation in resistance and high fecundity impede viral biocontrol of invasive fish”. Journal of Applied Ecology. Wiley. 58: 148—157. ISSN 0021-8901. doi:10.1111/1365-2664.13762 .
- Riehl, R.; Baensch, H. (1996). Aquarium Atlas Volume 1. Voyageur Press. стр. 410.
- Helfman, Gene S.; Collette, Bruce B.; Facey, Douglas E. (1997). The diversity of fishes. Malden, Mass: Blackwell Science. стр. 228. ISBN 978-0-86542-256-8. OCLC 299475257.
- De Graaf, Martin; Megens, Hendrik-Jan; Samallo, Johannis; Sibbing, Ferdinand A. (2007). „Evolutionary origin of Lake Tana's (Ethiopia) small Barbus species: Indications of rapid ecological divergence and speciation”. Animal Biology. 57: 39—48. doi:10.1163/157075607780002069.
- He, Shunping; Mayden, Richard L.; Wang, Xuzheng; Wang, Wei; Tang, Kevin L.; Chen, Wei-Jen; Chen, Yiyu (2008). „Molecular phylogenetics of the family Cyprinidae (Actinopterygii: Cypriniformes) as evidenced by sequence variation in the first intron of S7 ribosomal protein-coding gene: Further evidence from a nuclear gene of the systematic chaos in the family” (PDF). Molecular Phylogenetics and Evolution. 46 (3): 818—29. Bibcode:2008MolPE..46..818H. PMID 18203625. doi:10.1016/j.ympev.2007.06.001. Архивирано (PDF) из оригинала 2011-08-11. г.
- He, Shunping; Gu, Xun; Mayden, Richard L.; Chen, Wei-Jen; Conway, Kevin W.; Chen, Yiyu (2008). „Phylogenetic position of the enigmatic genus Psilorhynchus (Ostariophysi: Cypriniformes): Evidence from the mitochondrial genome” (PDF). Molecular Phylogenetics and Evolution. 47 (1): 419—25. Bibcode:2008MolPE..47..419H. PMID 18053751. doi:10.1016/j.ympev.2007.10.012. Архивирано (PDF) из оригинала 2020-07-29. г.